# Rio Pequeno (Paraná)
O rio Pequeno é um curso de água que banha o estado do Paraná. É um afluente do rio Iguaçu.